# Ecnomiohyla veraguensis
Ecnomiohyla veraguensis es una especie de anfibios de la familia Hylidae. Es endémica de Panamá.